# Judogi
Le judogi est le keikogi (la tenue) portée dans certains arts martiaux, comme le judo. Il se compose d'une veste en tissus sashiko (grain de riz) et hishisashi (diamant), et d'un pantalon. Il est généralement de couleur blanche mais peut également être bleu dans les compétitions.

## Terminologie

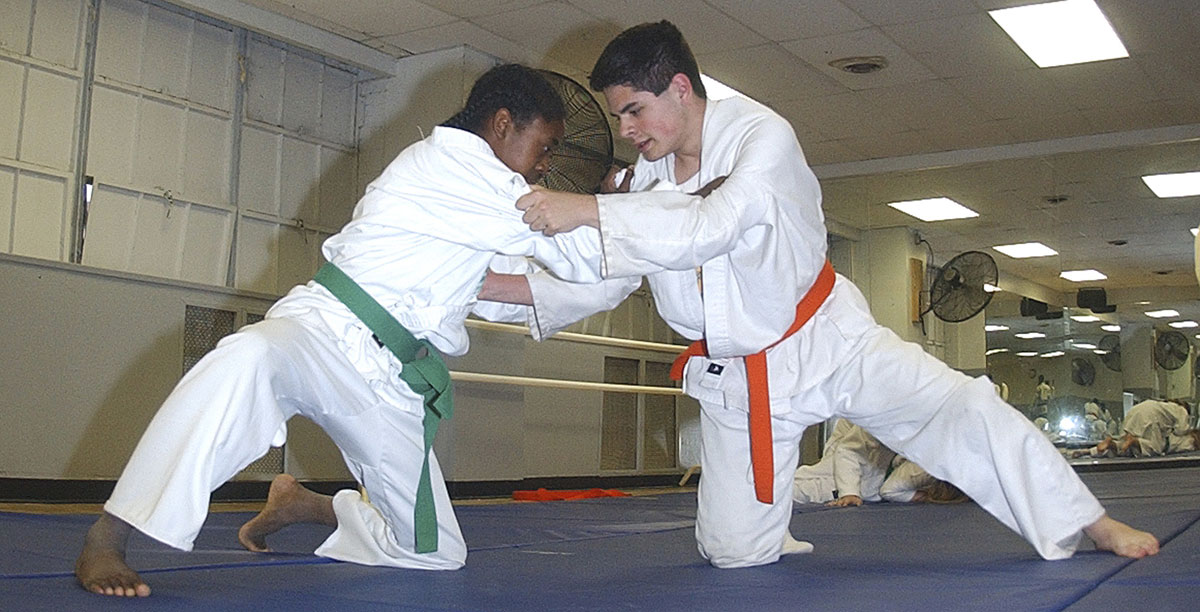
Deux judokas vêtus de judogi

En français, le terme kimono, qui désigne les vêtements traditionnels au Japon, est parfois improprement utilisé pour parler de judogi. La fédération française de judo ainsi que la fédération francophone belge de judo utilisent le mot judogi dans leurs règlements,.
Gi (衣) en japonais signifie « vêtement », le terme judogi se traduit donc très simplement par « vêtement de judo ». La même logique est applicable à la plupart des arts martiaux, avec les termes aikidogi, karategi, kendogi, etc.
On utilise également le terme keikogi, composé du mot keiko signifiant entrainement, et du même suffixe gi signifiant vêtement. Keikogi se traduit donc par « vêtement d'entrainement ».

## Au judo
Au judo, le tissu utilisé pour la fabrication de judogi peut être 100 % coton, ou composite coton/polyester, avec généralement une proportion de coton supérieure à 60 %.
En fonction de la pratique, il existe différentes densités de tissus :
- de 500 à 600 g/m2, en tissage dit « simple », généralement destinés aux débutants ou aux enfants ;
- de 600 à 750 g/m2, en tissage simple ou doublé ;
- de 750 à 980 g/m2, en tissage doublé, généralement orientés compétition.

Le judogi peut dans certains cas être homologué IJF s'il respecte les derniers critères internationaux. Cela répond aux attentes des compétiteurs internationaux. Les compétiteurs nationaux ou amateurs n'ont pas nécessairement l'obligation d'avoir un judogi homologué IJF.
Les judogi des autres disciplines ont des coupes différentes même si visuellement ils peuvent se ressembler. C'est le cas par exemple du jiu-jitsu brésilien.

## Histoire
Le judogi existe depuis l'invention du judo et le tissu de type sashiko, souvent appelé « grain de riz » en France est une reprise du tissu utilisé pour les kendogi (veste pour la pratique du kendo).
Le judogi moderne, tel qu'il est connu aujourd'hui a été principalement développé par la marque japonaise KuSakura en suivant les instructions du Kōdōkan, centre mondial du judo. C'est cette marque qui inventa le processus de tissage automatisé produisant le tissu en motif diamant obligatoire pour la partie basse des judogi,.
Le judogi bleu fut rajouté en 1998, la médiatisation du judo ayant progressé, surtout avec l'apparition du judo féminin compétitif aux jeux olympiques de 1992, pensant que cela le rendrait plus compréhensible auprès des néophytes, et se basant sur le fait que la plupart des sports utilisent des maillots et tenues distinctives. Cette mesure était encouragée par les fédérations allemandes, françaises et les équipementiers, au contraire des japonais assez opposés. La mesure est assez controversée mais est toujours pratiquée même si son usage obligatoire n'est prescrit que pour les compétitions majeures.

## Normes IJF - Fédération internationale de Judo
En avril 2015, les normes de la fédération internationale de Judo ont changé et imposent un judogi plus léger et plus souple que par le passé.
- Le tissu doit être en double tissage (mailles doubles), en tissage dit sashiko (grain de riz) sur la partie supérieure et en tissage diamant sur la partie inférieure.
- Son poids doit être compris entre 650 et 750 g/m2
- Le tissu doit résister à une traction de 2 200 N.

Avec les normes 2015, la densité maximale du tissu a été significativement diminuée, sans pour autant diminuer la résistance à la traction imposée. De fait, à l'heure actuelle, les judogi approuvés IJF sont généralement en composite coton/polyester, alliage permettant une réduction du poids tout en maintenant une grande solidité du tissu.